# Lunca (Vidra), Alba
Lunca este un sat în comuna Vidra din județul Alba, Transilvania, România. La recensământul din 2002 avea o populație de 50 locuitori.